# Саньцзян
Саньцзя́н (Сунгари́йская равни́на; кит. трад. 三江平原, пиньинь Sānjiāng Píngyuán) — низменность на северо-востоке Китае, в среднем течении Амура и в нижнем течении его притоков Сунгари и Уссури. Южная часть Среднеамурской низменности.
Саньцзян занимает тектоническую впадину, заполненную осадочными отложениями. Протяжённость составляет около 400 км, ширина 120—160 км, преобладающие высоты — 100 м. В рельефе преобладает плоская заболоченная равнина, среди которой поднимаются отдельные горы высотой до 627 м. Годовое количество осадков составляет около 600 мм. Во время паводков, обусловленных летними муссонами и осенними тайфунами, большая часть равнины затапливается. Первичные ландшафты зоны хвойных и широколиственных лесов сильно изменены деятельностью человека, значительные площади заняты болотами и луговыми степями.